# Дерево квадрантов

Разбитая с помощью дерева квадрантов плоскость

Дерево квадрантов (также квадродерево, 4-дерево, англ. quadtree) — дерево, в котором у каждого внутреннего узла ровно 4 потомка. Деревья квадрантов часто используются для рекурсивного разбиения двухмерного пространства по 4 квадранта (области). Области представляют собой квадраты, прямоугольники или имеют произвольную форму. Англоязычный термин quadtree был придуман Рафаэлем Финкелем и Джоном Бентли в 1974 году. Аналогичное разбиение пространства известно как Q-дерево. Общие черты разных видов деревьев квадрантов:
- разбиение пространства на адаптирующиеся ячейки (англ. adaptable cells),
- максимально возможный объём каждой ячейки,
- соответствие направления дерева пространственному разбиению.

## Классификация
Деревья квадрантов могут быть классифицированы в соответствии с типом данных, который они представляют — пространством, точками, прямыми, кривыми. Также их можно разделить по тому, зависит ли форма дерева от порядка обработки данных. Некоторые виды деревьев квадрантов:

### Region quadtree
Деревья квадрантов, разбивающие пространство (англ. region quadtree), представляют какую-либо часть двумерного пространства, разбивая его на 4 квадранта, субквадранты и так далее, причём, каждый лист дерева соответствует определённой области. У каждого узла дерева либо 4 потомка, либо их нет вовсе (у листьев). Деревья квадрантов, разбивающие пространство, не являются деревьями в полной мере, поскольку положение субквадрантов не зависит от данных. Более правильное название — префиксные деревья (англ. trie).
Дерево высоты n может быть использовано для представления изображения, состоящего из 2n × 2n пикселей, где каждый пиксель имеет значение 0 или 1. Корень дерева представляет всю область изображения. Если не все пиксели - только нули или только единицы, она разбивается. В этом случае каждый лист соответствует множеству пикселей — либо только из нулей, либо только из единиц.
Деревья квадрантов, разбивающие пространство, также могут быть использованы для представления переменного разрешения какого-либо набора данных. Например, информация о температуре может храниться в виде дерева квадрантов, каждый узел которого хранит среднюю температуру дочерних узлов.
Если дерево используется для представления множества точек (например, широты и долготы положений каких-либо городов), области разбиваются до тех пор, пока листья будут содержать не более одной точки.

### Point quadtree
Деревья квадрантов, хранящие информацию о точках (англ. point quadtree), — разновидность бинарных деревьев, используемых для хранения информации о точках на плоскости.  Форма дерева зависит от порядка задания данных. Использование таких деревьев очень эффективно в сравнении упорядоченных точек плоскости, причём время обработки равно O(n log n).

#### Структура узла
Узел дерева квадрантов, хранящего информацию о точках плоскости, аналогичен узлу бинарного дерева лишь с той оговоркой, что узел первого имеет четыре потомка (по одному на каждый квадрант) вместо двух («правого» и «левого»). Ключ узла состоит из двух компонент (для координат x и y). Таким образом, узел дерева содержит следующую информацию:
- 4 указателя: quad[‘NW’], quad[‘NE’], quad[‘SW’], и quad[‘SE’],
- точка, описываемая следующим образом:
  - ключ key, обычно выражает координаты x и y,
  - значение value, например, имя.

### Edge quadtree
Деревья квадрантов, хранящие информацию о линиях (англ. edge quadtree), используются для описания прямых и кривых. Кривые описываются точными приближениями путём разбиения ячеек на очень мелкие. Это может привести к разбалансировке дерева, что будет означать проблемы с индексацией.

### Polygonal map quadtree
Деревья квадрантов, хранящие информацию о многоугольниках (англ. polygonal map quadtree/PMQuadtree), могут содержать информацию о полигонах, в том числе и о вырожденных (имеющих изолированные вершины или грани).

## Варианты использования
- Представление изображений.
- Пространственные базы данных.
- Эффективное обнаружение столкновений в двух измерениях.
- Отсечение невидимых частей ландшафта[англ.] (англ. view frustum culling).
- Хранение данных для табличных или матричных вычислений.
- Вычисления, связанные с многомерными полями (в вычислительной гидродинамике, электромагнетизме).
- Симуляция игры Жизнь[2].
- Вычисление состояний наблюдаемой динамической системы[3].
- Анализ частей фрактальных изображений.

Деревья квадрантов являются двухмерным аналогом деревьев октантов (англ. octree).

## Псевдокод
Следующий код демонстрирует использование деревьев квадрантов для хранения информации о точках. Возможны и другие подходы к построению.

### Структуры данных
Предполагается использование следующих структур данных.
```
// Простая структура для представления точки или вектора

struct
 XY
{
  
float
 x;
  
float
 y;

  
function
 __construct(
float
 _x, 
float
 _y) {...}
}

// Ограничивающий параллелепипед, выровненный по координатным осям

// (axis-aligned bounding box, AABB), половинной размерности с центром

struct
 AABB
{
  
XY
 center;
  
XY
 halfDimension;

  
function
 __construct(
XY
 center, 
XY
 halfDimension) {...}
  
function
 containsPoint(
XY
 p) {...}
  
function
 intersectsAABB(
AABB
 other) {...}
}
```

### Класс QuadTree
Класс представляет собственно 4-дерево и корневой узел.
```
class
 QuadTree
{
  
// Константа — количество элементов, которые можно хранить в одном узле

  
constant int
 QT_NODE_CAPACITY = 4;

  
// Ограничивающий параллелепипед, выровненный по координатным осям,

  
// показывает границы дерева

  
AABB
 boundary;

  
// Точки

  
Array of XY [size = QT_NODE_CAPACITY]
 points;

  
// Потомки

  
QuadTree*
 northWest;
  
QuadTree*
 northEast;
  
QuadTree*
 southWest;
  
QuadTree*
 southEast;

  
// Методы

  
function
 __construct(
AABB
 _boundary) {...}
  
function
 insert(
XY
 p) {...}
  
function
 subdivide() {...} 
// Создание 4 потомков, делящих квадрант на 4 равные части

  
function
 queryRange(
AABB
 range) {...}
}
```

### Вставка
Следующий метод осуществляет вставку точки в соответствующий квадрант дерева, осуществляя разбиение, если это необходимо.
```
class
 QuadTree {
 ...

  
// Вставить точку

  
function
 insert(
XY
 p)
  {
    
// Игнорировать объекты, не принадлежащие дереву

    
if
 (!boundary.containsPoint(p))
      
return
 
false
; 
// Объект не может быть добавлен

    
// Если есть место, осуществить вставку
 
    
if
 (points.size < QT_NODE_CAPACITY)
    {
      points.append(p);
      
return
 
true
;
    }

    
// Далее необходимо разделить область и добавить точку в какой-либо узел

    
if
 (northWest == 
null
)
      subdivide();

    
if
 (northWest->insert(p)) 
return
 
true
;
    
if
 (northEast->insert(p)) 
return
 
true
;
    
if
 (southWest->insert(p)) 
return
 
true
;
    
if
 (southEast->insert(p)) 
return
 
true
;

    
// По каким-то причинам вставка может не осуществиться (чего на самом деле не должно происходить)

    
return
 
false
;
  }
}
```

### Вхождение в диапазон
Следующий метод находит все точки, входящие в некоторый диапазон.
```
class
 QuadTree
{
  ...

  
// Найти точки, входящие в диапазон

  
function
 queryRange(
AABB
 range)
  {
    
// Подготовить массив под результат

    
Array of XY
 pointsInRange;

    
// Отмена, если диапазон не совпадает с квадрантом

    
if
 (!boundary.intersectsAABB(range))
      
return
 pointsInRange; 
// Пустой список

    
// Проверить объекты текущего уровня

    
for
 (
int
 p := 0; p < points.size; p++)
    {
      
if
 (range.containsPoint(points[p]))
        pointsInRange.append(points[p]);
    }

    
// Остановка, если больше нет потомков

    
if
 (northWest == 
null
)
      
return
 pointsInRange;

    
// Добавить все точки потомков

    pointsInRange.appendArray(northWest->queryRange(range));
    pointsInRange.appendArray(northEast->queryRange(range));
    pointsInRange.appendArray(southWest->queryRange(range));
    pointsInRange.appendArray(southEast->queryRange(range));

    
return
 pointsInRange;
  }
}
```

## Внешние ссылки
- Java quad tree example and explanation
- A discussion of the Quadtree and an application
- Considerable discussion and demonstrations of Spatial Indexing
- Example C# code for a quad tree
- Javascript Implementation of the QuadTree used for collision detection
- C++ Implementation of a QuadTree used for spatial indexing of triangles
- Quadtree Search JavaScript implementation